# Richard Cameron
Pour les articles homonymes, voir Cameron.
Richard Cameron, surnommé « le Lion du Covenant », Écossais né vers 1648 à Falkland, mort le 22 juillet 1680 à Airds Moss, est un pasteur presbytérien, insurgé contre la maison Stuart.
Ses partisans sont connus sous le nom de « caméroniens ». En 1689, certains sont intégrés dans les troupes gouvernementales, où ils forment un régiment du même nom.

## Biographie
Fils d’Allan Cameron, négociant prospère, et de Margaret Paterson, Richard Cameron naît à Falkland, dans le Fife, vers 1648. Il a deux jeunes frères, Michael et Alexander, et une sœur, Marion. En 1665, il devient instituteur d’une école paroissiale, à Falkland.
Il commence à écouter les « prêches dans les champs » des covenantaires, un mouvement à la fois religieux et politique défendant la forme de gouvernement presbytérien. Les covenantaires exigent l'adhésion du roi Charles Ier à deux documents : le National Covenant de 1638 — qui soumet toute innovation dans l’Église et dans l’État à un examen préalable de parlements libres et d’assemblées générales — et les Solemn League and Covenant de 1643. Mais le premier document a été condamné le 17 mai 1661, peu après l'avènement de Charles II, à être brûlé publiquement. Et le second a été déclaré illégal quelques jours plus tard.
Cameron devient un éloquent, fougueux et inflexible covenantaire. Il est un moment précepteur dans le Roxburghshire, mais il rejoint bientôt le « prédicateur des champs » covenantaire John Welsh. Il cède aux instances de ce dernier, et obtient à son tour une licence de prédicateur. Il est envoyé dans l’Annandale.
En 1679, la décision de réintroduire une hiérarchie épiscopalienne dans l’Église d’Écosse provoque une rébellion presbytérienne dans le sud du pays. En mai, refusant la soumission des prédicateurs à la couronne, Cameron s’exile en Hollande. Il est ordonné pasteur de l’Église écossaise de Rotterdam.
Les covenantaires sont écrasés le 22 juin 1679 par le duc de Monmouth, à la bataille de Bothwell Bridge. Cet événement marque la fin de la rébellion covenantaire.

### Après Bothwell Bridge
Cameron revient en Écosse en octobre. Il exerce d’abord son ministère dans le Clydesdale et dans l’Ayrshire. La répression est si forte qu’aucun pasteur n’ose plus prêcher publiquement. Cameron apparaît comme un prédicateur solitaire, un extrémiste bien plus politisé, bien plus républicain et bien plus virulent encore que ne l’étaient les pasteurs covenantaires John Welsh et Alexander Peden. Il refuse toute allégeance à Charles II qui a, selon lui, perdu tous ses droits au trône en faisant brûler le Covenant. Cameron prêche dans des conventicules (petites assemblées clandestines), dans le sud-ouest de l’Écosse, notamment sur la colline de Darmead Linn, près du village de Forth, ce qui vaut à ses partisans le surnom d’« hommes de la colline » (Hillmen). Il parvient à rallier des irréductibles, parmi lesquels le vétéran covenantaire Donald Cargill.
Cameron et les hommes de la colline, ou caméroniens, refusent la Troisième Déclaration d’indulgence de 1679, et toute autre forme de compromis avec le gouvernement. En juin 1680, ils publient d’abord le Quennsferry Paper, où ils demandent que la famille royale soit écartée et qu’une république soit établie. C'est le premier programme républicain d'Écosse. Le 22 juin, ils renchérissent : Richard Cameron, son frère Michael et quelques compagnons armés apparaissent sur la place du marché de Sanquhar où, après la louange et la prière, ils lisent solennellement un document désavouant Charles II et lui déclarant la guerre. Ils clouent ensuite cette déclaration de Sanquhar sur la croix de la place. Le 30 juin, Cameron et ses amis sont déclarés rebelles et traîtres, et leur tête est mise à prix. Les caméroniens doivent se disperser.

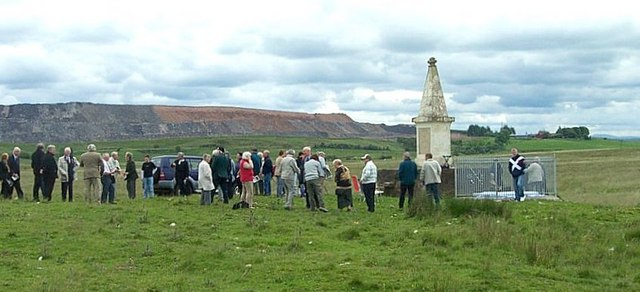
Un conventicule à Airds Moss, lieu de la mort de Richard Cameron.

Cameron prêche pour la dernière fois le 18 juillet, à Kype Water. Il est tué le 22 juillet 1680, vers quatre heures de l’après-midi, à Airds Moss, près de Cumnock, dans une escarmouche opposant quelque 120 dragons à son escorte d’une soixantaine d’hommes. Ses mains et sa tête sont coupées et portées à son père, emprisonné à Édimbourg.

## Les caméroniens
Pour désigner les presbytériens politisés, on a recours — parfois avec quelque confusion — aux termes « covenantaires » et « caméroniens » :
- Avant comme après la bataille de Bothwell Bridge (1679), on englobe modérés et extrémistes sous le nom de « covenantaires ».
- Après 1679, après le retour de Hollande de Richard Cameron, on nomme « caméroniens » les covenantaires irréductibles, les extrémistes qui refusent tout compromis.

En 1682, les disciples de Cameron s’allient à des groupes de sensibilité proche pour former les Sociétés unies (United Societies), dont les membres sont désignés sous le nom d’« hommes de la Société » (Society Men ou Society People), ou sous celui de  « caméroniens ». S'il faut en croire Walter Scott, on entendrait donc par « caméroniens » une tendance dure plutôt qu’une secte, car les caméroniens se répartiraient en diverses sectes : macmillanistes, russelistes, hamiltoniens, harleyistes, howdenistes...
De 1680 à 1689, les persécutions contre les covenantaires se poursuivent. Malgré la répression, malgré la mort de nombreux dirigeants, les Sociétés unies ne cessent de progresser. On compte, en 1683, 80 Sociétés, réunissant 7 000 membres. Du 15 août 1684 à l’automne 1685, les covenantaires, et notamment les caméroniens, font l'objet de persécutions aggravées : cette période est aujourd’hui connue sous le nom de The Killing Time. Les exécutions sommaires sont particulièrement nombreuses en avril et en mai 1685.
En 1689, à l’arrivée au pouvoir de Guillaume III, les persécutions contre les covenantaires prennent fin. Une scission s’opère alors chez les caméroniens :
- Certains offrent leurs services au nouveau gouvernement, qui leur pardonne, et en fait un régiment appelé The Cameronians.
- Les autres restent dans l’opposition — même après l'établissement en 1690 d’une Église nationale presbytérienne —, car le roi n’a nullement adhéré au Covenant. En cette même année 1690, ils forment la « Vraie Église d’Écosse ». Ils refusent de prêter le serment d’allégeance au roi, et s’impliquent peu dans la vie politique. S’ils s’opposent fortement à l’union de l’Écosse et de l’Angleterre, ils ne semblent pas avoir participé aux rébellions jacobites de 1715 et de 1745.

Les fidèles de la Vraie Église d’Écosse prennent en 1743 le nom de presbytériens réformés. Depuis 1876, le corps général des presbytériens réformés est uni à l’Église libre d'Écosse. Quelques caméroniens restent néanmoins en dehors de cette union, perpétuant jusqu’à nos jours la tradition covenantaire.

## Régiment The Cameronians

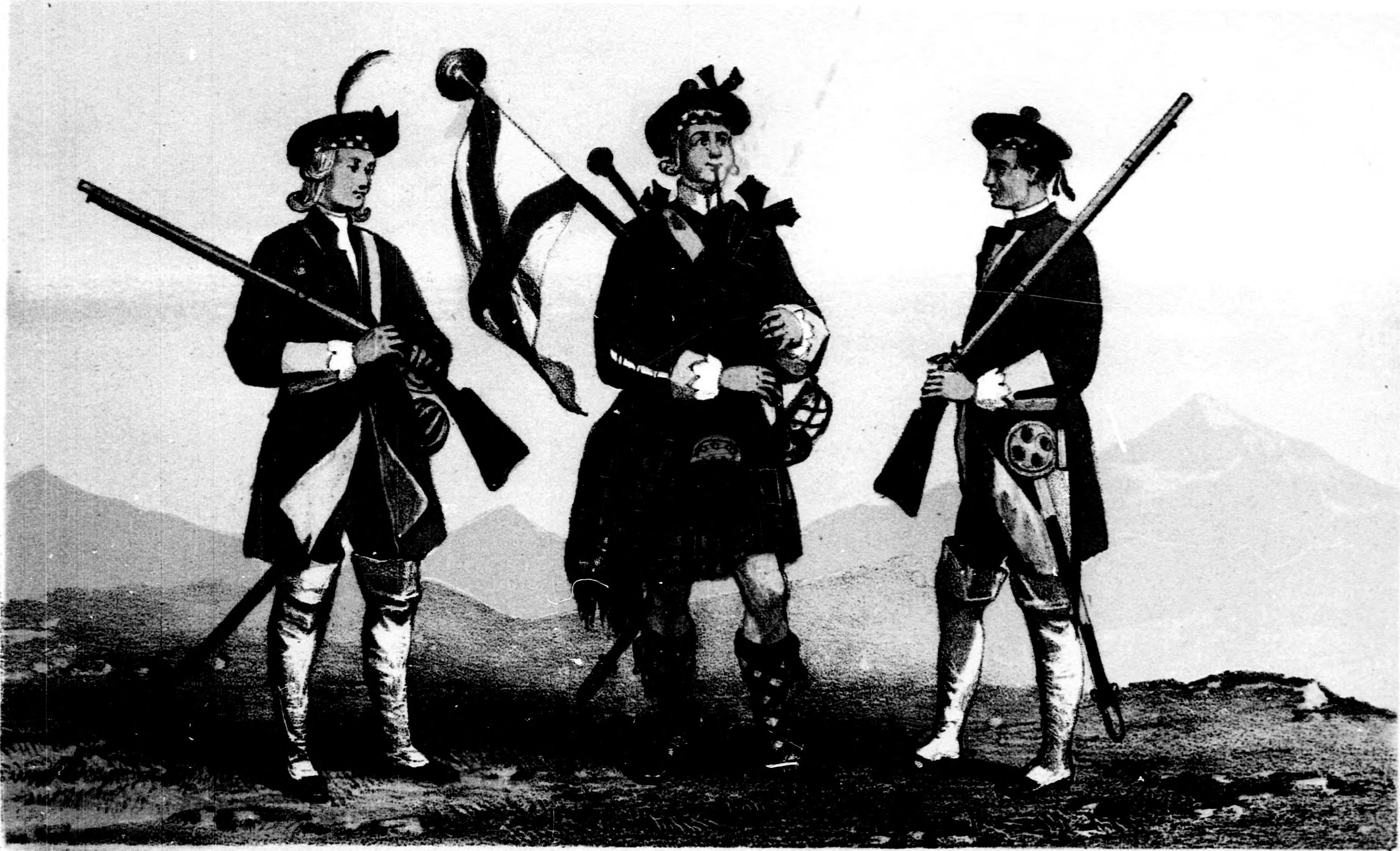
Uniformes de The Cameronians en 1713.

Le 14 mai 1689, à leur demande, certains caméroniens sont incorporés dans les forces gouvernementales. Leur régiment s’illustre notamment en défaisant les jacobites à la bataille de Dunkeld, le 21 août de la même année. En 1750, il devient le 26th Regiment of Foot, The Cameronians. En 1881, la fusion du 26th Cameronian Regiment et du 90th Perthshire Light Infantry donne naissance au régiment d’infanterie The Cameronians (Scottish Rifles), dissous en 1968.

## En littérature
Walter Scott consacre un roman, Les Puritains d'Écosse (Old Mortality), à l’insurrection covenantaire de 1679 : s’attachant à décrire la division interne entre modérés et fanatiques, il donne déjà à ces derniers le nom de « caméroniens ».
Il trace par ailleurs un portrait incisif de caméronien, celui de « Gifted » Gilfillan, dans Waverley (qui se passe en 1745) ; et celui bien plus approfondi de Davie Deans dans Le Cœur du Midlothian (qui se passe de 1736 à 1751).